# Граф, Петер Лукас
Пе́тер Лу́кас Граф (нем. Peter-Lucas Graf; род. 5 января 1929, Цюрих) — швейцарский флейтист.
Учился в Цюрихской консерватории у Андре Жоне, затем продолжил образование в Парижской консерватории у Марселя Моиза, где получил также диплом дирижёра. В 1958 г. был удостоен Международной музыкальной премии Харриет Коэн.
В сопровждении оркестров записал концерты для флейты Луиджи Боккерини, Доменико Чимарозы, Джованни Перголези, Антонио Вивальди, Вольфганга Амадея Моцарта, Карла Райнеке, Карла Стамица, камерные сочинения Иоганна Себастьяна Баха, Георга Фридриха Генделя, Джоакино Россини, Макса Регера и др.
Опубликовал сборники учебников «Проверка: 20 базовых упражнений для флейты» (англ. Check-Up. 20 Basic Studies for flutists), «Поющая флейта» (англ. The Singing Flute) и др.
С 1973 года преподавал в Базельской академии музыки; среди его учеников, в частности, Ханс Удо Хайнцман и Феликс Ренггли. Почётный доктор Краковской академии музыки.